# 최진실의 진실과 구라
테마 토크 쇼 《최진실의 진실과 구라》는 대한민국의 OBS에서 방송된 예능 프로그램이다. 패널들을 초대해 이야기를 나누며 루머, 속설, 미스터리 등을 파헤치는 프로그램이다. '신개념 루머 해부 프로젝트'라는 부제를 달았다.
배우 최진실이 연예계 데뷔 이후 처음으로 진행하는 예능 프로그램으로 많은 주목을 받았다. 2008년 9월에 마지막 방송을 내보내고 2009년에 시즌2를 기획 중이었으나 최진실의 갑작스런 자살로 이 계획은 무산되었다.

## 출연자

### 진행
- 최진실, 김구라

### 고정 패널
- 양배추(조세호), 이광기

## 프로그램 관련 이야기
- 최진실의 회당 출연료가 희극인 유재석보다 높은 2000만원 정도로 알려져 화제가 되기도 하였다.[1]

- 서울, 경기 지방을 운행하는 대원고속과 경기고속의 버스에 이 프로그램 광고가 실리기도 하였는데 이는 OBS의 대주주로 경기대원그룹이 참여하고 있기 때문이다.

- OBS는 개국과 함께 이 프로그램을 주력 프로그램으로 삼았다. 첫방송에 앞서 특집 프로그램을 내보내기도 하고 OBS의 외부 광고에도 자주 언급되었다.

- 2008년 6월 17일 방송에서 출연진이 일반인과 화상 채팅을 하는 장면에서 음향과 화면이 고르지 못하다가 잠시 방송이 중단되고 다시 불완전한 방송을 하다가 다시 방송이 중단되면서 하단 자막으로 '화면과 음향이 고르지 못합니다 시청자분들의 양해를 바랍니다'라는 자막을 내보내면서 임시편성용 프로그램을 방영하였다. 이에 시청자들은 OBS 홈페이지의 시청자센터 'OBS에 바란다'와 진실과 구라 게시판에 항의글을 올렸으며 6월 24일에 방송사고가 발생한 6월 17일분을 다시 정상방영 하였다. 현재 인터넷 다시 보기에는 정상방영분이 올라와 있다.

## 관련 기사
1. ↑  최진실 MC계 최고 대우...출연료 유재석 보다 높아 보관됨 2008-05-23 - 웨이백 머신, 이데일리의 2008년 3월 12일자 기사

## 같이 보기
- OBS 경인TV
- 박명수가 만난 CEO